# 達馬索·馬提
達馬索·馬提（Dámaso Sabinon Marté）1975年2月14日—，出生地為多明尼加共和國，現為自由球員。

## 職業生涯
- 2008年7月26日，洋基隊以傑夫·卡斯坦斯等4名球員和匹茲堡海盜隊交易馬提和賽維爾·奈迪[1]。馬提第一次穿著洋基球衣上場是面對波士頓紅襪隊的大衛·歐提茲，最後投出三振解決打者[2]。
- 2008年球季結束洋基隊先買斷馬提的合約，在和馬提簽下3年1200萬美金的合約[3]。
- 馬提連續兩屆代表多明尼加共和國參加2006年和2009年的世界棒球經典賽。
- 2011年球季結束後，洋基以25萬美金買斷馬提的合約[4]，使他成為自由球員。

## 外部連結
- 球員資訊和成績在MLB，ESPN，Baseball-Reference，Fangraphs，The Baseball Cube（英文）